# Jiří Louda
Pour les articles homonymes, voir Louda (homonymie).
Jiří Louda, né le 3 octobre 1920 à Kutná Hora et mort le 1er septembre 2015 à Olomouc, est un bibliothécaire, peintre héraldiste et ancien colonel de nationalité tchécoslovaque puis tchèque.
Le gouvernement tchèque actuel encourageant l'héraldique en tant qu'art populaire et traditionnel, il put épanouir son talent et produire dans un style personnel des blasons pour des centaines de communes et de villes tchèques.

## Biographie
Né à Kutna Hora dans une famille de professeurs de dessin, il passa son baccalauréat dans sa ville natale en 1938. Il entreprit ensuite des études d'ingénieur à l'université technique de Prague, mais celles-ci furent interrompues en 1939 par l'ordre de mobilisation générale et l'invasion de sa patrie par les troupes nazies. Après la défaite, il parvint à s'enfuir à travers la Pologne et gagna la France, où il s'enrôla dans la Légion étrangère et se rendit avec son régiment en Algérie. Il put alors rejoindre des unités tchécoslovaques libres et continua la lutte au côté des Français.
Mais après la capitulation de la France, il partit en Grande-Bretagne, où il s'enrôla dans les troupes aéroportées. C'est lors de son séjour en Angleterre qu'il put consacrer son loisir à étudier et à se former à l'héraldique dans ce pays, où cet art a toujours reçu des encouragements officiels et où brillaient de nombreux maîtres.   
Il rentra en Tchécoslovaquie en 1946 et il y reçut la croix de la Vaillance. Il continua sa formation en héraldique dans son pays, principalement grâce aux conseils du prince de Schwarzenberg. À l'arrivée des communistes au pouvoir en 1948, il fut renvoyé de l'armée avec le simple grade de capitaine puis incarcéré en forteresse et dégradé.   
Après sa sortie de prison, il travailla quelque temps dans le secteur forestier puis, à partir de 1953, dans une maison d'édition de manuels scolaires à Olomouc.   
Après la Révolution de velours, en 1989, il fut invité au Château de Prague par le président Václav Havel pour discuter du projet de changement de l'emblème national. En 1991, il fut officiellement réhabilité et promu au grade de colonel dans la réserve. Le 28 juin 2004, il reçut un doctorat honoris causa de l'université Palacký à Olomouc.
Le style de Louda est moderne tout en ayant intégré la tradition ancienne ainsi que la touche de l'art héraldique britannique où il s'était formé.

## Activités culturelles
Il est membre de l'Académie internationale d'héraldique basée à Genève, membre de l’Herald Society de Londres, membre de la Société héraldique des arts, membre de la Société française d'héraldique et de sigillographie et membre de la Commission héraldique du Parlement tchèque.

## Publication
- Jiří Louda et Michael Maclagan, Les dynasties d'Europe, Little, Brown and Co. Ltd., Londres, 1981 (édition française : Bordas, 1984, rééd. 1995)